# مطار سانت إتيان
مطار سانت إتيان الدولي (إياتا: 'EBU'، إيكاو: 'LFMH') هو مطار يخدم مدينة سانت إتيان الفرنسية، يبعد بخمسة عشرة دقيقة عن مدينة سانت إتيان، وبحوالي الساعة عن مدينة ليون

## تاريخ
أنشئ المطار سنة 1962